# The Lone Wolf Spy Hunt
The Lone Wolf Spy Hunt ist eine US-amerikanische Kriminalkomödie der Columbia-Filmreihe The Lone Wolf aus dem Jahr 1939 mit Warren William als ehemaliger Juwelendieb Michael Lanyard.

## Handlung
Nachdem sich Juwelendieb Michael Lanyard, bekannt unter dem Spitznamen „The Lone Wolf“, von der falschen Seite des Gesetzes verabschiedet hat, lässt er sich mit seiner Tochter Patricia in Washington, D.C. nieder und geht einer ehrenwerten Arbeit nach. Eines Abends wird er jedoch von bewaffneten Männern entführt und zu Spiro Gregory, dem wohlhabenden Anführer eines Spionagerings, gebracht. Dieser bietet Lanyard 10.000 Dollar dafür an, aus dem Safe des Kriegsministeriums die Pläne einer neuen Waffe der Luftabwehr zu stehlen. Als Lanyard den Auftrag entschieden ablehnt, lässt ihn Gregory zwar gehen, aber nicht ohne ein Souvenir – Lanyards Zigaretten. Tags darauf ist besagter Safe leer und die Polizei findet die halbgerauchten Zigaretten am Schauplatz des Verbrechens. Inspector Thomas, vertraut mit Lanyards Lieblingsmarke, verdächtigt sofort „The Lone Wolf“. Als er jedoch dem einstigen Gauner einen Besuch abstattet, kann Lanyard ihm ein wasserdichtes Alibi liefern.
Daraufhin trifft sich Lanyard mit Val Carson, der Tochter eines Senators, die sich in den Kopf gesetzt hat, seine Frau zu werden. Bei ihrer Verabredung in einem Lokal nähert sich ihnen die attraktive Karen, eine Komplizin Gregorys. Besorgt, Karen könne Val von seiner dubiosen Vergangenheit berichten, beschließt er, die Bar umgehend mit Karen zu verlassen. Daraufhin zwingen ihn Karens Männer, sie zu einem Labor zu begleiten. Wie sich herausstellt, waren die Pläne des Safes unvollständig. Die andere Hälfte befindet sich angeblich bei einem Erfinder namens Palmer. Nun soll Lanyard dessen Tresor knacken und gleichzeitig seine Fingerabdrücke hinterlassen. Doch durch einen Trick schafft er es, die Bande abzulenken, die Pläne zu entwenden und durch ein unnützes Papier auszutauschen. Als Gregorys Leute seine List durchschauen, übergibt Lanyard die echten Pläne bereits an Vals Vater.
Da sich die erste Hälfte der wertvollen Dokumente noch in den Händen Gregorys befindet, beschließt Lanyard, sie ihm wieder abzujagen. Als Gregory überraschend einen Maskenball veranstaltet, bietet sich Lanyard die ideale Gelegenheit. Unbemerkt schafft er es, sich den Rest der Pläne anzueignen. Nachdem Karen vergeblich versucht hat, ihm die Pläne abzukaufen, nehmen sie und ihre Männer Lanyards Tochter Patricia gefangen, die sich als Amateurdetektivin versucht hat. Auf dem Weg zu Gregorys Anwesen, in der Absicht Patricia zu befreien, erregen Lanyard und Val durch das hohe Tempo ihres Wagens die Aufmerksamkeit der Polizei. Als diese ebenfalls bei Gregory eintrifft, klärt sich die Situation; Patricia ist in Sicherheit, und Gregory wird mit seinen Leuten verhaftet.

## Hintergrund
Der erste Film über „The Lone Wolf“, der als Romanheld 1914 von Louis Joseph Vance erfunden worden war, wurde bereits 1917 mit Bert Lytell in der Hauptrolle gedreht. Andere Darsteller, die Michael Lanyard im Laufe der Jahre spielten, waren neben Lytell und Warren William auch Melvyn Douglas, Francis Lederer, Gerald Mohr und schließlich Louis Hayward in der Fernsehadaption der 1950er Jahre.
Die Geschichte von The Lone Wolf Spy Hunt wurde bereits zweimal zuvor, 1919 und 1929, unter dem ursprünglichen Titel The Lone Wolf’s Daughter verfilmt. Für diesen Film wurden erstmals in ihrer Karriere speziell für Rita Hayworth Kostüme von Robert Kalloch entworfen. Zudem erhielt sie mit Ellen Duffy zum ersten Mal ein Lichtdouble.

## Kritiken
„Der Lone Wolf erscheint verkleidet als Warren William in einer weiteren Imitation des Dünnen Mannes“, urteilte seinerzeit die New York Times. Der Motion Picture Herald befand, dass der Film „die Ebene grundlegender Situationskomik an vielen Stellen“ erreiche, jedoch „nur einen mäßigen Gehalt an Lachern“ parat halte. Regisseur Peter Godfrey sei „durch das Skript, dass ihm bereitgestellt wurde, gehandikapt“.